# Becerreá (parroquia)
Becerreá (llamada oficialmente San Xoán de Becerreá) es una parroquia y una villa española del municipio de Becerreá, en la provincia de Lugo, Galicia.

## Organización territorial
La parroquia está formada por cuatro entidades de población, constando dos de ellas en el nomenclátor del Instituto Nacional de Estadística español:
- Becerreá
- Cabanela de Abaixo
- Cabanela de Arriba
- Lamas

## Demografía

### Parroquia
| Gráfica de evolución demográfica de Becerreá (parroquia) entre 2000 y 2019 |
|                                                                            |
| Datos según el nomenclátor publicado por el INE.                           |

### Villa
| Gráfica de evolución demográfica de Becerreá (villa) entre 2000 y 2019 |
|                                                                        |
| Datos según el nomenclátor publicado por el INE.                       |